# Урод в замке
«Чудовище из замка» (англ. Castle Freak, известен также под названием «Урод в замке») — кинофильм 1995 года режиссёра Гордона Стюарта. Экранизация двух произведений Говарда Филлипса Лавкрафта. Премьера фильма состоялась 14 ноября 1995 года.

## Сюжет
Старая женщина — герцогиня Д’Ориссо живёт в старом большом итальянском замке. В подвальном помещении она содержит сына-урода, которого кормит через окошко и постоянно бьёт плетью. Вскоре она умирает, и особняк переходит в наследство Джону и Сьюзан, у которых имеется слепая дочь Ребекка. В то время урод вырывается из своего подвала и прячется в помещениях огромного замка, но он хочет удовлетворения своих сексуальных желаний. Вскоре ему удаётся заняться «сексом» с проституткой, которая была приглашена для тех же целей в дом Джоном. Поначалу семейство не замечает ничего необычного, за исключением Ребекки, которая чувствует чьё-то присутствие. Однако урод начинает убивать, а все подозрения падают на главу семейства Джона.

## В ролях
- Хелен Стирлинг — герцогиня Д’Ориссо
- Джеффри Комбс — Джон
- Джессика Доллархиде — Ребекка
- Барбара Крэмптон — Сьюзан
- Элизабет Каза — Agnese
- Рафаэлла Оффидани — Sylvana
- Джонатан Фуллер — Джорджио
- Массимо Саркьелли — Giannetti
- Лука Дзингаретти — Forte
- Алессандро Себастьян Сатта — JJ
- Марко Стефанелли — Benedetti